# Karl Wilhelm von Finckenstein
Karl Wilhelm Finck von Finckenstein (né le 11 février 1714 à Berlin, mort le 3 janvier 1800 dans la même ville) est un ministre prussien.

## Biographie
Karl Wilhelm von Finckenstein est le fils du Generalfeldmarschall Albrecht Konrad Finck von Finckenstein. Il étudie à Genève. Après des voyages en France et en Hollande, il est conseiller diplomatique en 1735 puis devient ambassadeur de Prusse à Stockholm jusqu'en 1740.
Le roi Frédéric II, qui est un ami depuis leur jeunesse, le nomme ensuite comme ambassadeur au Danemark, en Angleterre en 1742, de nouveau à Stockholm en 1744, lorsque Louise-Ulrique de Prusse épouse Adolphe-Frédéric de Suède. En 1747, Finck von Finckenstein reçoit le titre de ministre de l'État prussien et est nommé ambassadeur en Russie. En 1744, il est membre honoraire de l'Académie royale des sciences de Prusse.
Nommé dans le cabinet ministériel en 1749, Finckenstein fait partie des conseillers les plus proches du roi, notamment pendant la guerre de Sept Ans.
De la mort de Heinrich von Podewils (de) en 1760 à l'arrivée de Ewald Friedrich von Hertzberg en 1763, Finckenstein s'occupe seul des Affaires étrangères. En 1762, il est fait chevalier de l'ordre de l’Aigle noir. Même après 1763, son influence reste forte auprès du roi ; il sert également les rois Frédéric-Guillaume II et Frédéric-Guillaume III.

## Famille
Karl Wilhelm von Finckenstein se marie avec Sophie Henriette Susanne von Gilgenburg. Le couple aura trois filles et trois garçons dont : 
- Friedrich Wilhelm (1744-1755)
- Friedrich Ludwig Karl  (1745–1818) ∞ Albertine von Schönburg-Glauchau (1748–1810)
- Elisabeth Amalie Charlotte (1749–1813) ∞ Alexander Friedrich Georg von der Schulenburg (de) (1745-1790)
- Marie Susanne Karoline (1751–1828) ∞ Otto von Voß (1755–1823)
- Friederike Wilhelmine Henriette (1752-1830) ∞ August Ludwig von Schierstaedt (de) (1746-1831)